# Jelena Soboleva (längdskidåkare)
För friidrottaren Jelena Soboleva, se Jelena Soboleva.
Jelena Soboleva, född 8 januari 1992, är en rysk längdskidåkare som debuterade i världscupen den 23 januari 2011 i Otepää i Estland. Hon tog sin första pallplats i världscupen när hon ingick i det ryska lag som kom tvåa i damernas stafett i Beitostølen i Norge, den 9 december 2018.
Soboleva vann den individuella sprinten vid Juniorvärldsmästerskapen i nordisk skidsport 2013.